# Denton, East Sussex
Denton är en ort i civil parish Newhaven, i distriktet Lewes, i grevskapet East Sussex i England. Orten är belägen 9 km från Lewes. Denton var en civil parish fram till 1934 när blev den en del av Newhaven och South Heighton. Civil parish hade 568 invånare år 1921.